# آب‌چندار (چلو)
آب‌چندار یک روستا در ایران است که در دهستان للر و کتک واقع شده‌است. آب‌چندار ۱۴۳ نفر جمعیت دارد.	